# Episode One
Episode One è l'album discografico di debutto del gruppo musicale italiano Link Quartet, pubblicato nel 2001 dalla Animal Records.

## Descrizione
Il disco contiene otto brani, tra i quali solo due sono inediti, mentre gli altri sono cover di artisti come gli Small Faces, Lalo Schifrin, Nino Ferrer e Quincy Jones.

## Tracce
1. Prova canali
2. Il baccalà (cover di Nino Ferrer)
3. The Streetbeater (cover di Quincy Jones)
4. Link Theme
5. Bullit (cover di Lalo Schifrin)
6. Espionage (cover dei Green Day)
7. Almost Grown (cover degli Small Faces)
8. Claudia (cover di Roberto Pregadio)

## Formazione
- Paolo Negri - hammondista
- Renzo Bassi - basso
- Antonio Bacciocchi - batteria
- Giulio Cardini - chitarra